# Pensol
Pensol é uma comuna francesa na região administrativa da Nova Aquitânia, no departamento de Alto Vienne. Estende-se por uma área de 15,04 km². Em 2010 a comuna tinha 177 habitantes (densidade: 11,8 hab./km²).